# Canniccio
Nella tradizione friulana il canniccio (in friulano: caniç) è un arnese utilizzato per la pesca alla trota.
Parzialmente simile alla nassa, ha una lunghezza di circa 130 centimetri, con un'imboccatura di 70/80 centimetri (lu caniç). Realizzato con piccoli rami non decorticati di nocciolo, legati tra loro a un'estremità, ha la forma di un imbuto. Il cono che si forma dai rametti prosegue nella parte inferiore fino a raggiungere la lunghezza massima di 130 centimetri. La struttura vera e propria è formata da tralci di luppolo (urtición) intrecciati a cerchi e semicerchi in nocciolo. Questo strumento e la tecnica per utilizzarlo sono stati mutuati dai pescatori attivi sul fiume Tagliamento. La tecnica della pesca con il canniccio presuppone che un corso d'acqua venga deviato. L'attrezzo collocato presso una diga di sassi viene orientato in senso contrario alla corrente, cosicché le trote, nel loro percorso di ritorno, ignare della variazione del corso d'acqua, si infilano nel canniccio rimanendovi imprigionate.